# Sagen om de japanske dræbergardiner
Sagen om de japanske dræbergardiner er en roman af Dennis Jürgensen udgivet af Forlaget Tellerup i 2003.
Historien handler om tre unge mennesker, der har vundet en gyserkonkurrence, hvor de skal tilbringe weekenden på et slot for at løse en mordgåde, hvorved de kan vinde 75.000 kr.

## Plot
Absalon, Kasper, og Tanja, der har vundet et ophold på det store Krageholm slot, hvor de tre unge skal løse et opdigtet mordmysterie. De bliver hentet af en hestevogn med et glasbur på ladet, hvor der ligge en kiste. På slottet møder de butleren, der ikke siger en lyd til dem, han forsvinder hurtigt efter. Så møder de den røde dame, der er et spøgelse. Derefter finder de breve, hvor der står hvilke værelser, de skal sove på, og en invitation til en middag samme aften foruden en sætning, de vil få brug for i hele historien; "Intet er som det giver sig ud for".
I spisesalen kan de høre et stort selskab er samlet, men indenfor er der ingen. De begynder at lave mad og finder Absalon hurtigt ud af, at middagsselskabet bare var et højteknologisk hologramfilmprogram, der blev afspillet. De ser filmen igen og udarbejder en teori om, hvem der var i farezonen for mord og hvem, der havde et motiv til at dræbe. De går på opdagelse på slottet slot og finder en voksfigur af den myrdede godsejer Emanuel Tommenskjold. De finder også de japanske gardiner, der er blevet dækket til af nogle andre gardiner, som de fjerner, hvorefter der fremkommer nogle japanske krigere. Døren smækker og bliver låst udefra, mens krigerne nærmer sig dem. De finder en hemmelig dør, som fører dem ned i et underjordisk rum, med jerndør.. De kigger ud gennem nøglehullet, men der er noget der spærrede deres udsyn, et stykke papir med en gåde: 
Klipper ned i Dal af Tænder uden Bid
Dragens Vinger over Bølgen farvner ni
fra Sten til Sten maaler mine gamle Ben
seksogfyrre ned treogtyve over fjorten op 
to er mindst høj lav Frænder helst 
finder Vejen deler Guldet 
blaa grøn rød blaa skub Venner skub 
fem syv tolv 
Jord og Orme over mine Mønter vogter.
De finder en vej ud og ender med at prøve og gå på jagt efter morderen. De finder en af gæsterne fra middagsselskabet, Esmaralda Severin, død i sit badekar med et falskt selvmordsbrev. Et brag fra biblioteket leder dem væk, og de finder en bog om Krageholms fortid, der var blevet tabt en Baron Theis Freidenreic von Ertenberg. En samurai kommer ind i biblioteket, og de flygter.
De finder et kalkmaleri, som viser sig at passe med gåden fra tidligere. De løser gåden og finder en skattekiste, blot for at samuraien kommer og tager den fra dem og låser dem inde. Da de kommer ud er samuraien død og skatten ligger spredt over ham. Pludseligt kommer en mand ved navn Robert Tornved ned til dem. Han er fra tv-showet ved navn V.I.P. og fortæller at det hele skulle have været optaget til showet. Nogle dage senere er de med i programmet og Tornved interviewer dem.